# マルジュ
マルジュ（アラビア語: المرج、英: MarjまたはEl Merj、発音: [ˈmɑrdʒ]、「草地」の意）は、リビア北東部の都市。マルジュ県の県都である。地中海とアフダル山地で隔てられた、高地の谷あいに位置する。
2004年の人口は約8.5万人。目抜き通りは川の両岸に伸びており、郵便局から遠くない所にアブー・バクル・アッシディーク・モスクがある。

## 歴史
紀元前7世紀に古代ギリシャが築いたバルカ植民地（コロニー）が、マルジュの起源である。前512年にアケメネス朝ペルシアに征服された後、前323年のアレクサンドロス3世（大王）の死でプトレマイオス朝に併合された。後641年にはアムル・イブン・アル＝アース麾下のアラブ勢に取って代わられた。
19世紀、街はオスマン帝国が1842年に築いた砦（後に復元）のまわりに成長した。1913年から1941年のイタリア植民地期も行政と経済の中心地、それに高原リゾートとして開発された。
1942年から翌年にはイギリス領キレナイカの首都になった
。
1963年2月21日にはM5.6の地震が起き、市内の大半の建物が倒壊、300人近くが死亡し500人以上が負傷した。主要な建物は市街から5kmほどの地点に再建されることとなり、1970年前後に完成した。